# Trifolium velenovskyi
Trifolium velenovskyi är en ärtväxtart som beskrevs av Vandas. Trifolium velenovskyi ingår i släktet klövrar, och familjen ärtväxter. Inga underarter finns listade i Catalogue of Life.